# Associazione Calcio Torrese 1944
Questa voce raccoglie le informazioni riguardanti la Torrese nelle competizioni ufficiali della stagione 1944.

## Stagione

### Piazzamento
Coppa della Liberazione: 2°

## Divise
| Manica sinistra · Maglietta · Manica destra · Pantaloncini · Calzettoni |

## Organigramma societario
Area direttiva
- Reggente fino alle elezioni:  Montuori
- Presidente:  Raffaele Ruggiero
- Dirigenti: Montuori, Bianco, Esposito, Rizzi, Servillo, Arpaia, Gelardi, Farro, Bertone, Pignataro, Onte
- Commissario straordinario: Vittorio Castaldo

Area tecnica
- Allenatore: ?

## Rosa
| N. |                   | Ruolo | Calciatore          |
| -- | ----------------- | ----- | ------------------- |
|    | Italia (bandiera) | P     | Tavassi             |
|    | Italia (bandiera) | D     | Michele Giraud II   |
|    | Italia (bandiera) | D     | Antonio Del Giudice |
|    | Italia (bandiera) | C     | Ercole Castaldo     |
|    | Italia (bandiera) | C     | Giulio Negri        |
|    | Italia (bandiera) | A     | Giovanni Capaldo    |
|    | Italia (bandiera) |       | Balsamo             |
|    | Italia (bandiera) |       | Giuseppe Basile     |
|    | Italia (bandiera) |       | Salvatore Capitale  |

| N. |                   | Ruolo | Calciatore        |
| -- | ----------------- | ----- | ----------------- |
|    | Italia (bandiera) |       | Giuseppe Erba     |
|    | Italia (bandiera) |       | Paris La Rocca    |
|    | Italia (bandiera) |       | Antonio Monsurrò  |
|    | Italia (bandiera) |       | Vincenzo Oropallo |
|    | Italia (bandiera) |       | Pettorusso        |
|    | Italia (bandiera) |       | Teodori           |
|    | Italia (bandiera) |       | Toffoli           |
|    | Italia (bandiera) |       | Luigi Vetrò       |

## Calciomercato
| Acquisti | Acquisti | Acquisti | Acquisti   |
| R.       | Nome     | da       | Modalità   |
| -------- | -------- | -------- | ---------- |
|          |          |          | definitivo |

| Cessioni | Cessioni | Cessioni | Cessioni   |
| R.       | Nome     | a        | Modalità   |
| -------- | -------- | -------- | ---------- |
|          |          |          | definitivo |

## Risultati

### Coppa della Liberazione

#### Fase eliminatoria

##### Girone di andata
| Torre Annunziata 25 giugno 1944 1ª giornata | Torrese | 4 – 1 | Angri | Campo Formisano |

| Torre Annunziata 2 luglio 1944 2ª giornata | Torrese | – | Napoli | Campo Formisano |

| Torre Annunziata 9 luglio 1944 3ª giornata | Torrese | 1 – 0 | Ilva Bagnolese | Campo Formisano |

##### Girone di ritorno
| Angri 16 luglio 1944 4ª giornata | Angri | – | Torrese |  |

| 23 luglio 1944 5ª giornata | Napoli | – | Torrese |  |

| Bagnoli 3 settembre 1944 6ª giornata | Ilva Bagnolese | – | Torrese | Campo ILVA |

#### Girone finale

##### Girone di andata
| Bagnoli 16 novembre 1944 1ª giornata | Ilva Bagnolese | 0 – 1 | Torrese | Campo ILVA |

| Arbitro: | Matuozzo |

|                        |           |              |
| Castaldo ?’ Capaldo ?’ | Marcatori | ?’ Margiotta |

| Torre Annunziata 12 novembre 1944 3ª giornata | Torrese | 3 – 3 | Internaples | Campo Formisano |

##### Girone di ritorno
| Torre Annunziata 3 dicembre 1944 4ª giornata | Torrese | 2 – 0 A tavolino | Ilva Bagnolese | Campo Formisano |

| Salerno 10 dicembre 1944 5ª giornata                                                         | Salernitana | 8 – 0 | Torrese |  |
| \| \| \| \| \| Margiotta ?’, ?’, ?’ Valese ?’, ?’ Onorato ?’ Iacovazzo ?’ \| Marcatori \| \| |             |       |         |  |
|                                                                                              |             |       |         |  |
| Margiotta ?’, ?’, ?’ Valese ?’, ?’ Onorato ?’ Iacovazzo ?’                                   | Marcatori   |       |         |  |

| Arbitro: | Di Nanni |

|               |           |             |
| Del Prete 77’ | Marcatori | 17’ Capaldo |